# Stade de Nijni Novgorod
 (avril 2025).
Si vous disposez d'ouvrages ou d'articles de référence ou si vous connaissez des sites web de qualité traitant du thème abordé ici, merci de compléter l'article en donnant les références utiles à sa vérifiabilité et en les liant à la section « Notes et références ».
Le stade de Nijni Novgorod (en russe : Стадион «Нижний Новгород») est un stade de football de 44 899 places situé à Nijni Novgorod en Russie. Il est officiellement inauguré le 23 mars 2018. Le stade est l'un des stades hôtes de la Coupe du monde de football de 2018.

## Histoire
Un nouveau stade pour la Coupe du Monde de football 2018 à Nijni Novgorod a été construit dans le district historique appelé le Strelka, tout près du confluent des deux grandes rivières l’Oka et la Volga. Delà une belle vue s’ouvre sur le Kremlin situé à l’autre rive. L’image du stade de Nijni-Novgorod est classique, il reprend des nuances de bleu et de blanc directement inspirées par le paysage des bords de la Volga – l’eau et le vent. Une couverture qui permet le soir la mise en lumière de la colonnade blanche qui entoure le stade est prévue.
L’image du stade est une colonnade composée de quelques supports installés circulairement. Ces supports portent un auvent au-dessus des tribunes et du foyer de l’arène. La nuit, c’est la mise en lumière qui fonctionnera. Le stade a trois niveaux principaux et deux étages entresols.
L’arène est multifonctionnelle. Elle peut accueillir des shows, spectacles et autres événements culturels publics. Le foyer pourra accueillir des expositions. Après la Coupe du Monde, certains locaux sous tribunes seront affectés au commerce.
L’espace autour du stade sera transformé pour y construire un parc, des parkings, des terrains de futsal et des courts de tennis.

## Événements
- Coupe du monde de football de 2018

## Matchs de compétitions internationales
| Date             | Tour            | Équipe 1   | Score                 | Équipe 2     | Spectateurs |
| ---------------- | --------------- | ---------- | --------------------- | ------------ | ----------- |
| 18 juin 2018     | Groupe F        | Suède      | 1 - 0                 | Corée du Sud | 42 300      |
| 21 juin 2018     | Groupe D        | Argentine  | 0 - 3                 | Croatie      | 43 319      |
| 24 juin 2018     | Groupe G        | Angleterre | 6 - 1                 | Panama       | 43 319      |
| 27 juin 2018     | Groupe E        | Suisse     | 2 - 2                 | Costa Rica   | 43 319      |
| 1er juillet 2018 | 1/8e finale     | Croatie    | 1 - 1(3 - 2 t. a. b.) | Danemark     | 40 850      |
| 6 juillet 2018   | Quart de finale | Uruguay    | 0 - 2                 | France       | 43 319      |

## Services pour les supporters
Au stade les services suivants sont offerts aux supporteurs :
- Support de navigation et d’information par l’intermédiaire des volontaires.
- Information (bureau d’enregistrement des enfants, stockage des poussettes, bureau des objets trouvés).
- La consigne.
- Commentaires audio-descriptifs pour les supporteurs non-voyants et malvoyants.

Outre cela, des ascenseurs, des rampes et tourniquets ont été prévus pour les personnes à mobilité réduite. Un secteur spécial de l’arène a été équipé pour les personnes aux possibilités limitées.

### Condition pour les personnes aux possibilités limitées

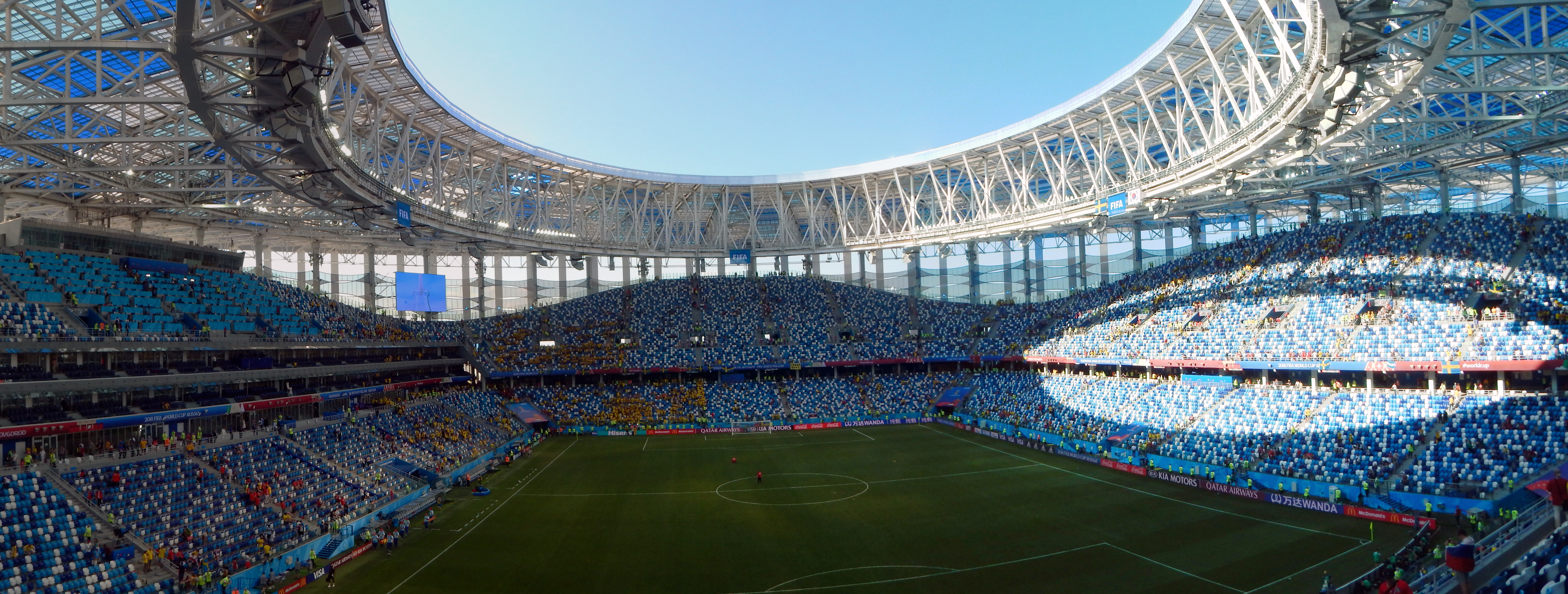
Intérieur du stade.

Des places spéciales pour les personnes aux possibilités limitées sont prévues sur l’arène où il y a de l’espace pour les fauteuils roulants et les personnes accompagnant. En outre, après la reconstruction du stade, il y a des fauteuils plus spacieux.
Les aires de restauration et les toilettes ont été conçues compte tenu les normes d’accessibilité pour les personnes aux possibilités limitées.
Pour les personnes aux possibilités limitées, le stade est muni d’une navigation spéciale relative à la direction vers la sortie la plus accessible. Des ascenseurs spéciaux et des rampes, des points de contrôle et d’accès servent à la circulation confortable des personnes à mobilité réduite.

### Sécurité
Pour la Coupe du Monde de football 2018, le stade est équipé en systèmes de signalisation et d’alerte, en détecteurs de métaux, indicateurs de liquides dangereux et de matières explosives, 30 postes de garde 24 heures sur 24 sont organisés.